# The Best Remixes
The Best Remixes es el primer EP grabado por la cantante y compositora estadounidense Cyndi Lauper, publicado exclusivamente para el mercado japonés el 21 de abril de 1989 a través de la compañía discográfica Epic Records. El EP incluye seis canciones; tres de ellos ―«Girls Just Want to Have Fun», «She Bop», «Money Changes Everything»― pertenecen a su primer álbum de estudio, She's So Unusual (1983), dos ―«Change of Heart» y «What's Going On»― a su segundo trabajo, True Colors (1986) y uno a la banda sonora de la película de aventuras Los Goonies, titulada «The Goonies 'R' Good Enough». Tras su lanzamiento, The Best Remixes llegó al puesto sesenta y uno en el conteo elaborado por la empresa Oricon y fue certificado con un disco de oro por parte de la Recording Industry Association of Japan (RIAJ) tras la comercialización de 100 000.

## Contenido y publicación
The Best Remixes incluye seis sencillos que Lauper grabó  entre 1983 y 1986. Tres de ellos para su álbum debut, She's So Unusual (1983), uno para la banda sonora de la película Los Goonies y dos para su segundo disco de estudio, True Colors (1986). Estos fueron «Girls Just Want to Have Fun», «She Bop», «Money Changes Everything», «The Goonies 'R' Good Enough», «Change of Heart» y «What's Going On» respectivamente.  
El disco estuvo originalmente disponible para su consumo en Japón el 21 de abril de 1989. En el aspecto comercial,  The Best Remixes alcanzó su punto máximo en el contep Oricon, all legar al puesto 61 y fue certificado con un disco de oro por parte de la Recording Industry Association of Japan (RIAJ) tras el envío de 100 000 copias.

## Lista de canciones
| The Best Remixes |                                                      |                                                  |                               |          |  |
| N.º              | Título                                               | Escritor(es)                                     | Producer(s)                   | Duración |  |
| 1.               | «Girls Just Want to Have Fun» (Extended Version)     | Robert Hazard                                    | Rick Chertoff William Wittman | 6:08     |  |
| 2.               | «She Bop» (Special Dance Mix)                        | Cyndi Lauper Stephen Broughton Lunt Gary Corbett | Rick Chertoff                 | 6:26     |  |
| 3.               | «The Goonies 'R' Good Enough» (Extended Dance Remix) | Cyndi Lauper Stephen Broughton Lunt Arthur Stead | Cyndi Lauper Lennie Petze     | 5:27     |  |
| 4.               | «Change of Heart» (Extended Version)                 | Essra Mohawk                                     | Cyndi Lauper Lennie Petze     | 7:55     |  |
| 5.               | «What's Going On» (Club Version)                     | Al Cleveland Renaldo Benson Marvin Gaye          | Cyndi Lauper Lennie Petze     | 6:33     |  |
| 6.               | «Money Changes Everything» (Extended Live Version)   | Tom Gray                                         | Rick Chertoff                 | 6:25     |  |

## Posicionamiento en listas
| País  | Lista  | Mejor posición | Ref.  |
| ----- | ------ | -------------- | ----- |
| Japón | Oricon | 61             | [ 3 ] |

| País  | Certificación | Ventas  | Ref.  |
| ----- | ------------- | ------- | ----- |
| Japón | Disco de oro  | 100 000 | [ 2 ] |